# Gangaikondacholapuram

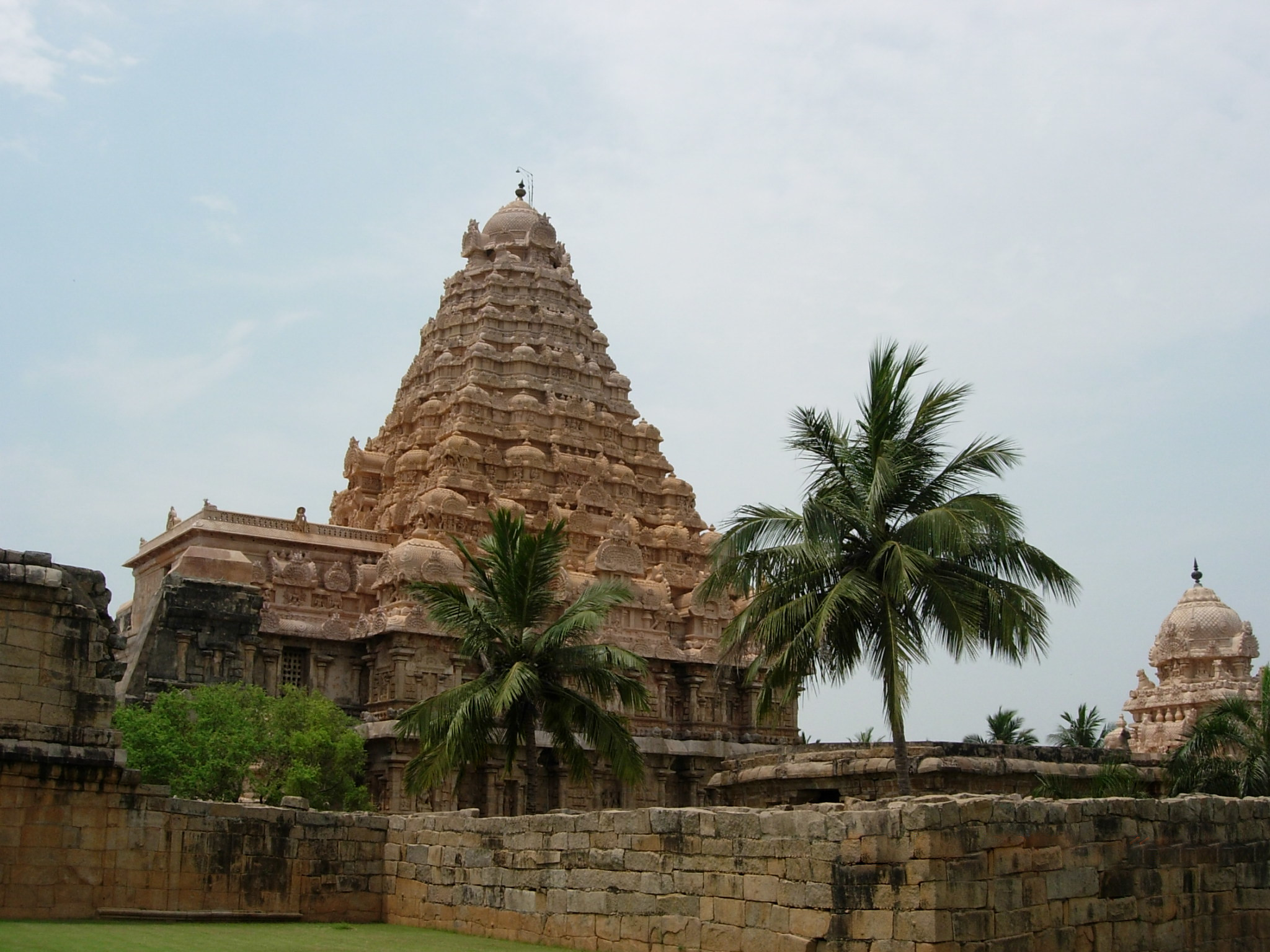
Le temple Brhadisvara à Gangaikondacholapuram. Face Nord. Derrière le mur de l'enclos sacré on distingue le mur extérieur du déambulatoire qui entoure le sanctuaire.

Gangaikondacholapuram, à 30 km de Kumbakonam et à 70 km de Tanjavur (Tamil Nadu), est une ancienne capitale de l'empire Chola construite par le roi Rajendra Ier vers 1025, pour commémorer sa victoire sur les Pala du Bengale et sur les dynasties des Ganga de l'Est (en). Une inscription indique que le roi Rajendra aurait ordonné aux princes vaincus au Bengale de transporter l'eau sacrée du Gange dans sa nouvelle capitale où il aurait fait bâtir un immense réservoir pour la conserver.
Ce temple, sans précédent dans l'architecture de l'Inde du Sud, a été inscrit en 2004 sur la liste du patrimoine mondial au sein du bien intitulé « Grands temples vivants Chola » pour son exceptionnelle qualité architecturale et l'abondance de ses sculptures, qui participent d'un programme iconographique complexe, signe d'une réflexion élaborée sur la mythologie hindoue. 

## Le site archéologique

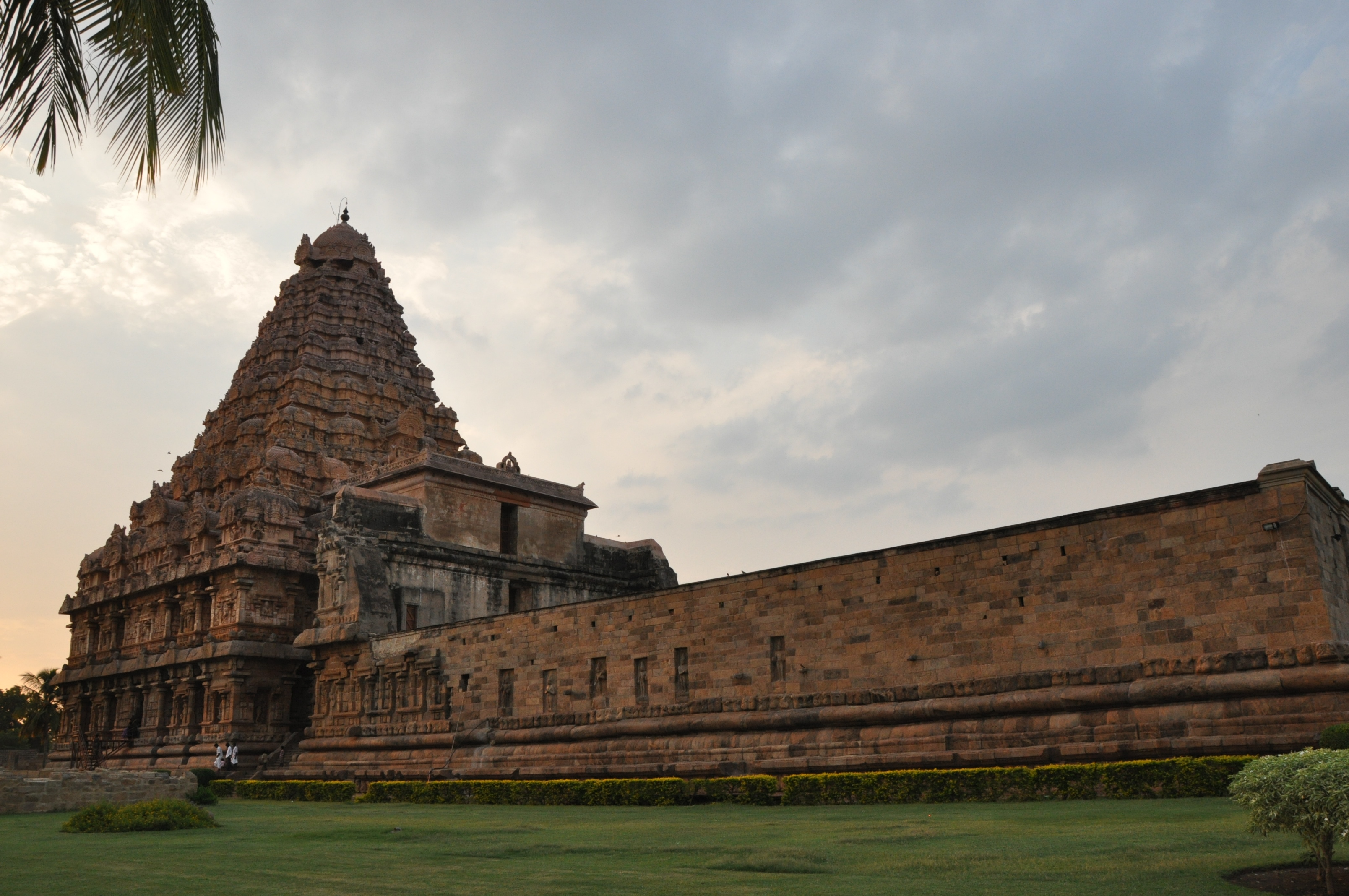
Face Sud du temple: vimana à gauche coiffant le sanctuaire, mandapa à droite, entre les deux : l'antichambre avec un double emmarchement

La ville est aujourd'hui détruite, seul le temple Brhadisvara, édifié par Rajendra Ier en 1025 pour commémorer ses victoires, a subsisté en partie à côté de ruines encore visibles. La ville était encore dans sa splendeur jusqu'à la fin du XIIIe siècle lorsqu'elle fut détruite par les Pandya de Maduraï.
Le sanctuaire, au centre sous le vimana, abrite un lingam de 4 m de haut et est entouré d'un vaste déambulatoire auquel on accède par une antichambre desservie sur les faces Sud et Nord par une double volée de marches. Le vimana s'élève jusqu'à 52 m et sa base de 32 m de côté est un peu plus large que celle du Brihadishvara, à Tanjavur. Le mandapa qui s'étend au devant consiste en une vaste salle aux 150 piliers. La qualité de l'architecture en fait un des plus achevés dans le style chola.
Les figures principales sont placées dans des niches en ressaut du mur qui supporte le vimana, plus exactement en ressaut du mur externe du déambulatoire inférieur.
Les trois sculptures placées respectivement au centre des murs Nord, Ouest et Sud reprennent les trois figures de la Trimurti, Brahmā - Vishnou - Shiva, qui existait précédemment dans les premiers temples chola et dans un temple pallava.
Ainsi, en étudiant l'ensemble des sculptures, certaines influences provenant des temples pallava, antérieurs, ont été décelées  bien que ce « grand temple » ait donné lieu à des réinterprétations d'une réelle originalité et d'une remarquable cohérence stylistique. Édith Parlier-Renault 2007, suggère que cet ensemble pourrait former comme une collection de modèles antérieurs habilement intégrés entre eux assemblée à des éléments nouveaux qui l'enrichissent.
Aux extrémités du mur Sud, deux figures symétriques évoquent la dimension du temps cosmique par la danse et son rythme : Shiva et Ganesha, l'un appartenant au monde des adultes, l'autre au monde de l'enfance. Les textes offrent de nombreuses références à la danse de Ganesha : imitation de celle de Shiva, elle a le même sens de mouvement et de temps cosmique, mais elle introduit aussi la dimension du jeu, création et risque. Les textes évoquent aussi la fonction créatrice de Ganesha. À Gangaikondacholapuram, sur le parcours dans la circumambulation du croyant autour  du temple et sur le mur externe du déambulatoire la première image qui se présente est celle de Ganesha : on semble ici percevoir le commencement d'un cycle, et sa fin avec la figure de Shiva dansant, qui peut mettre en péril l'univers, à l'autre extrémité du mur. Par ailleurs la représentation de Ganesa dansant, ici, est l'une des plus anciennes au Sud de l'Inde .
Même cohérence dans le reste de la composition du programme et parfois avec des références lointaines : aux deux extrémités du mur Nord on peut reconnaître dans leurs niches les figures de Shiva Kalari, vainqueur de la mort, et Shiva Kamari, qui renvoie au même épisode que le  Shiva yogin. Ces figures reprennent le thème majeur des temples pallava du VIIIe siècle, que l'on peut voir en particulier au Kailasanatha de Kanchipuram.

## Le programme iconographique
La disposition des figures sculptées faisant face aux points cardinaux étant significative elle est toujours indiquée. 
- Une vue générale sur le programme iconographique principal en tournant autour du temple. Les murs externes correspondant au déambulatoire autour du sanctuaire.

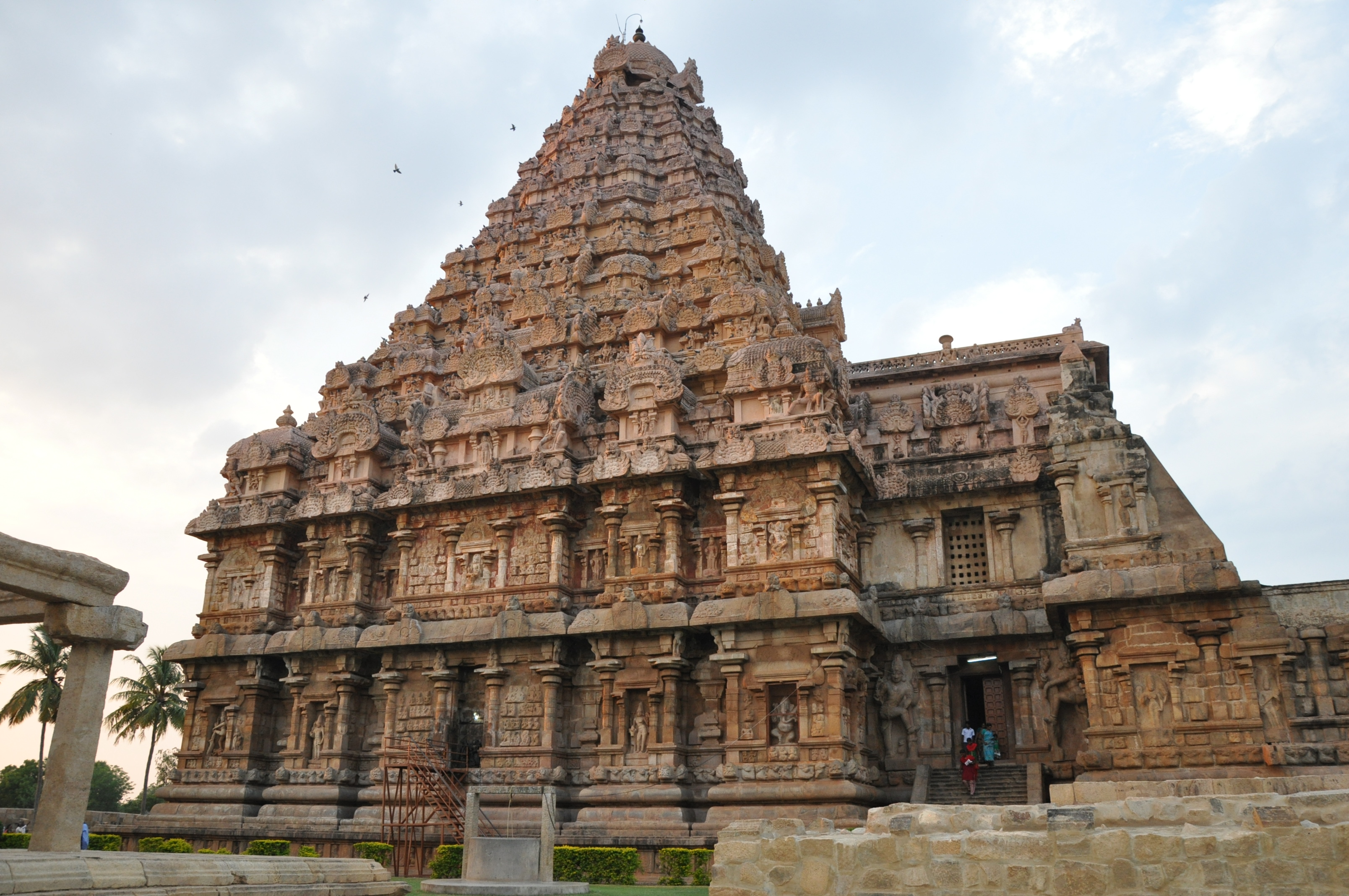
Face au Sud
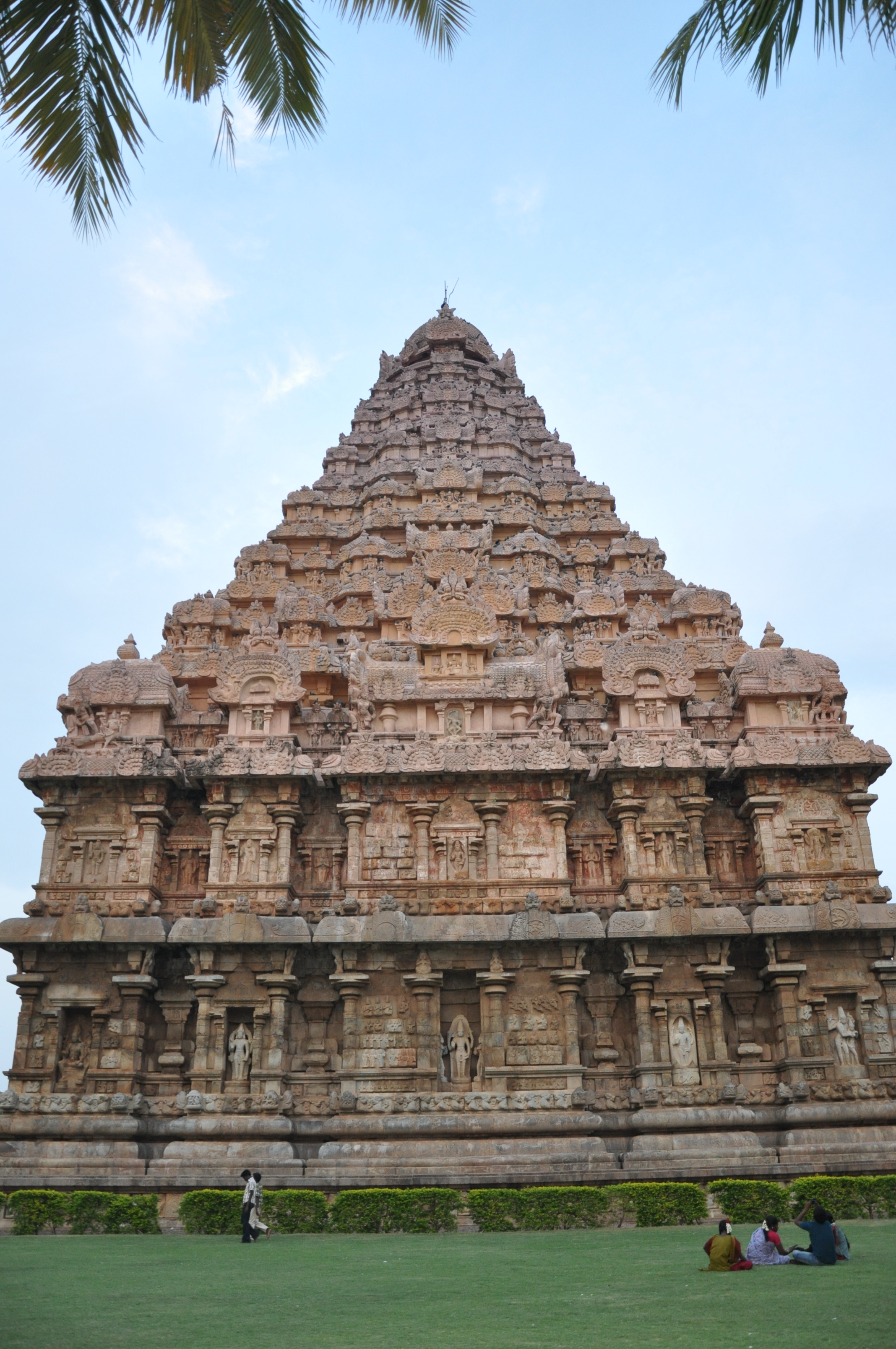
Face à l'Ouest
Angle Nord-Ouest
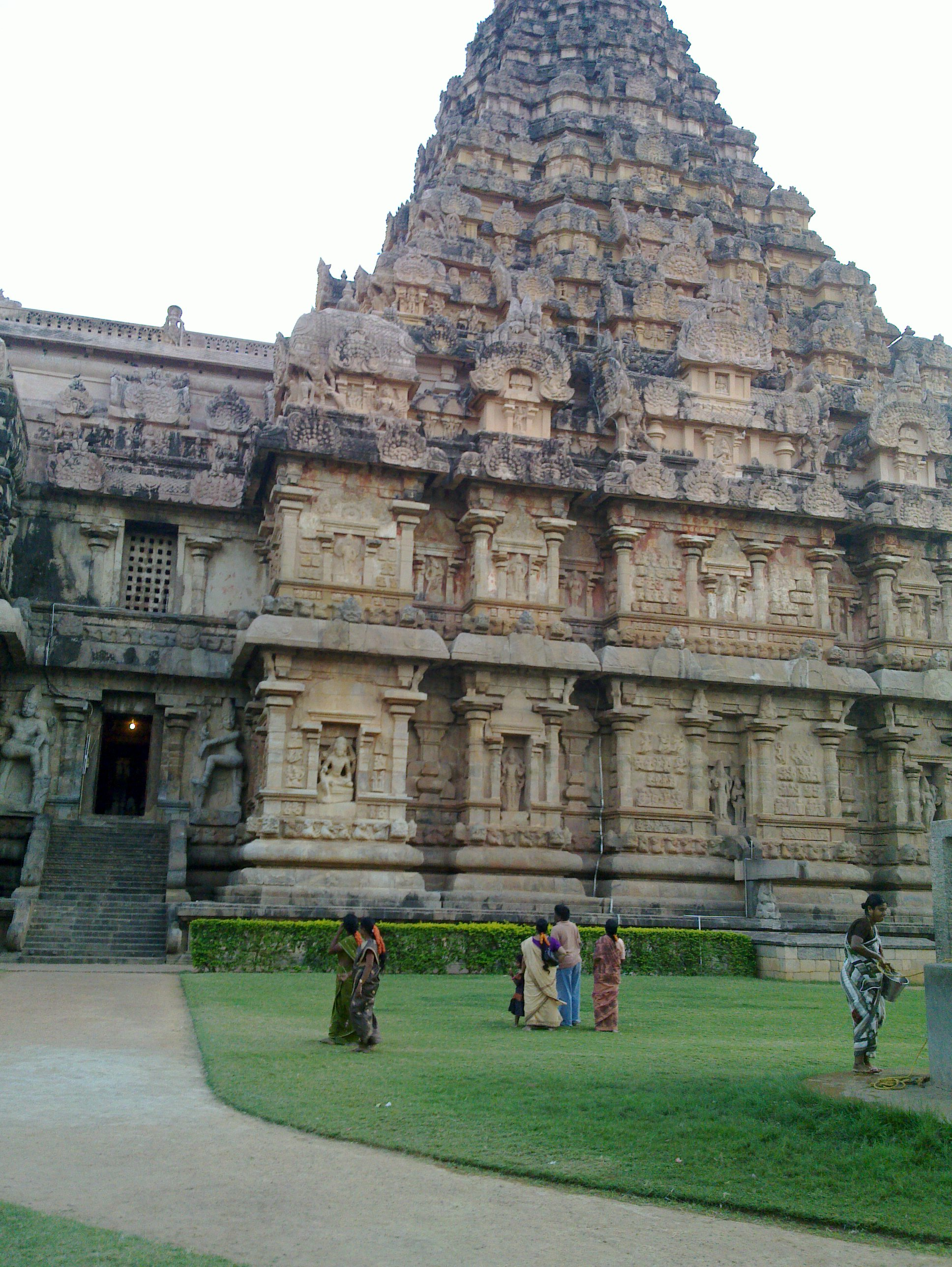
Face au Nord (vue partielle)

- Quelques ensembles de sculptures liés par des rapports de sens

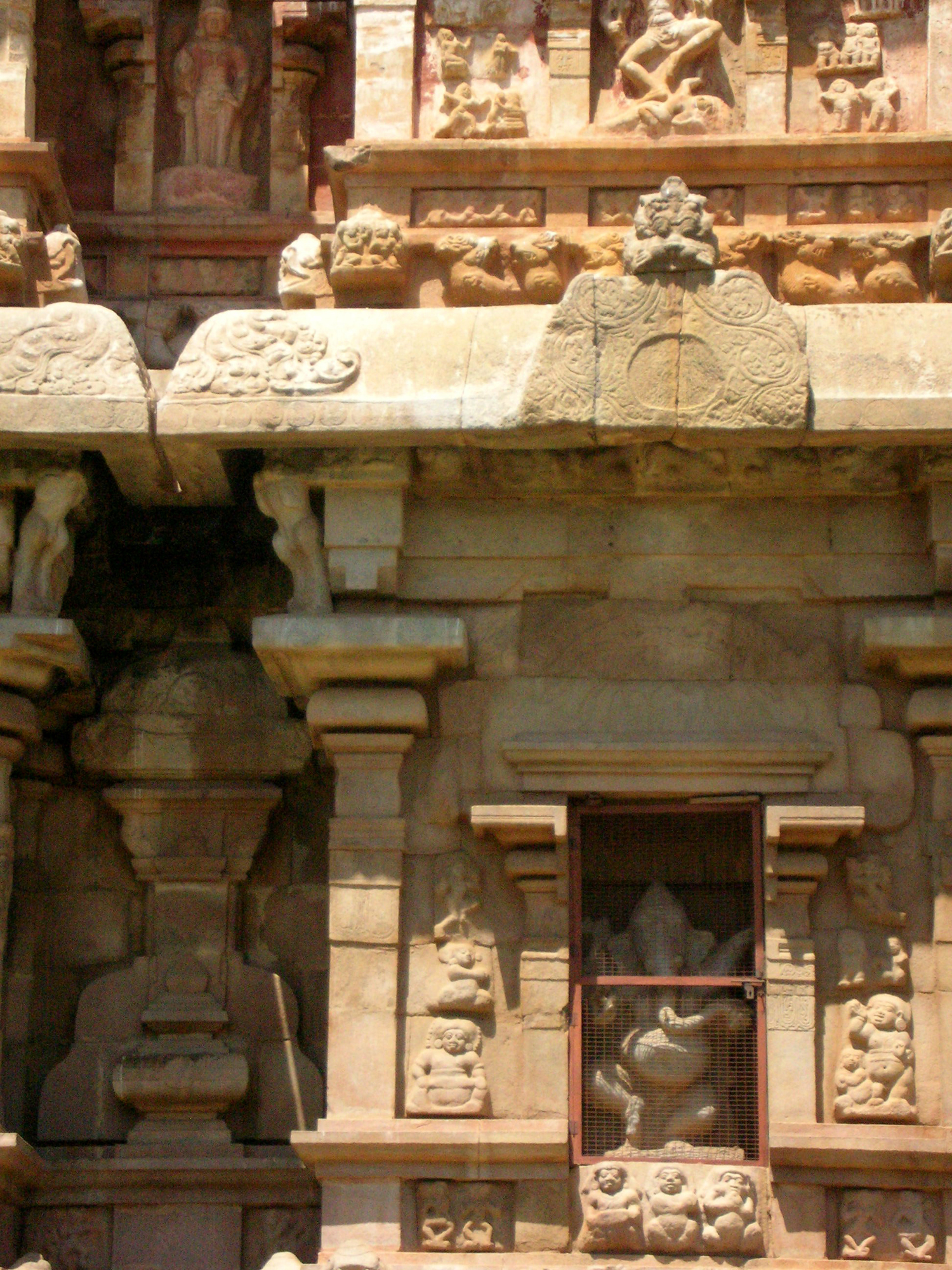
La danse de Ganesha. Extrémité droite du mur Sud et première image dans la circumambulation autour du temple
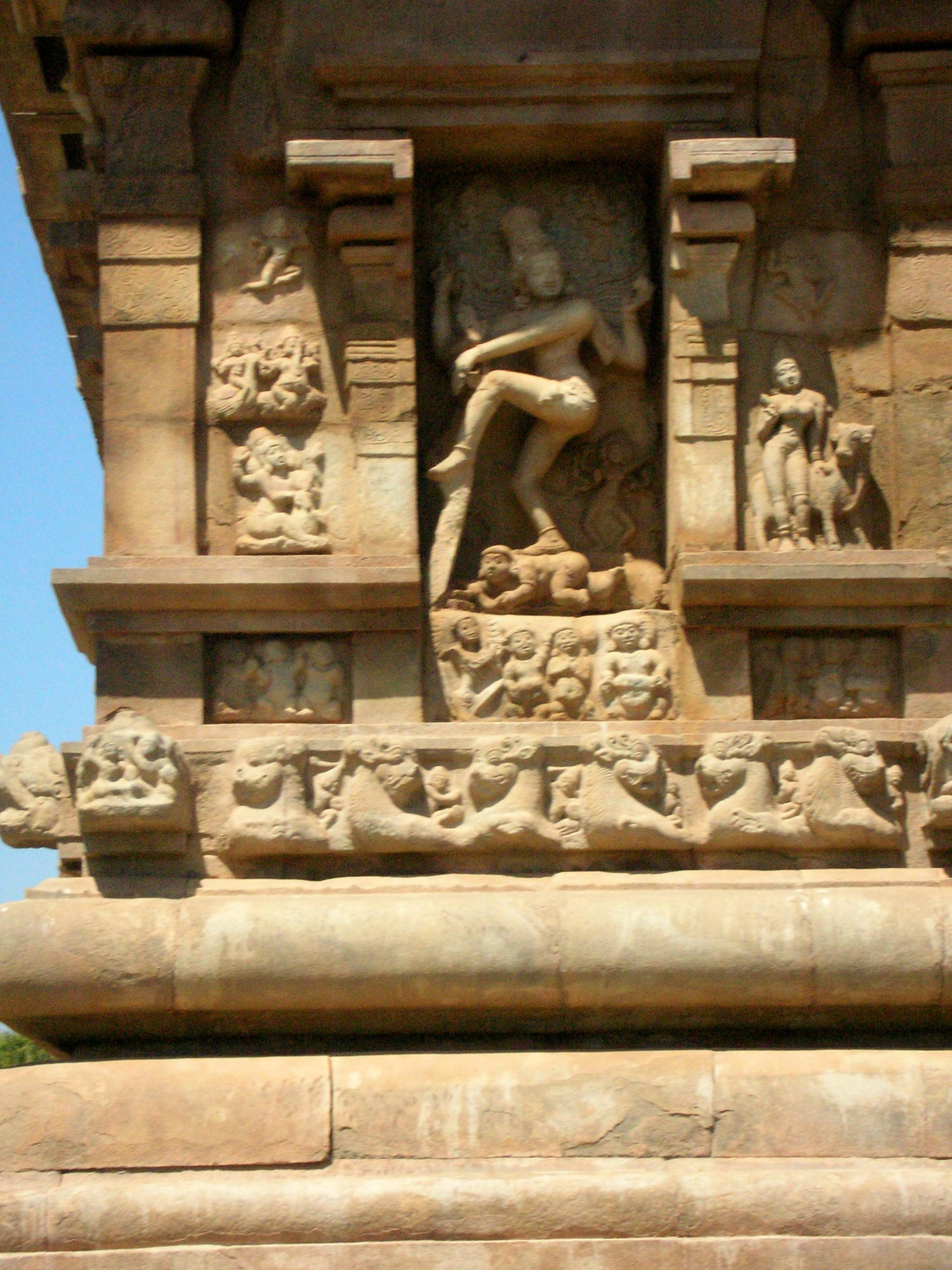
La danse de Shiva. Extrémité gauche du mur Sud et la dernière image sur ce pan, suivant le sens de la circumambulation traditionnelle
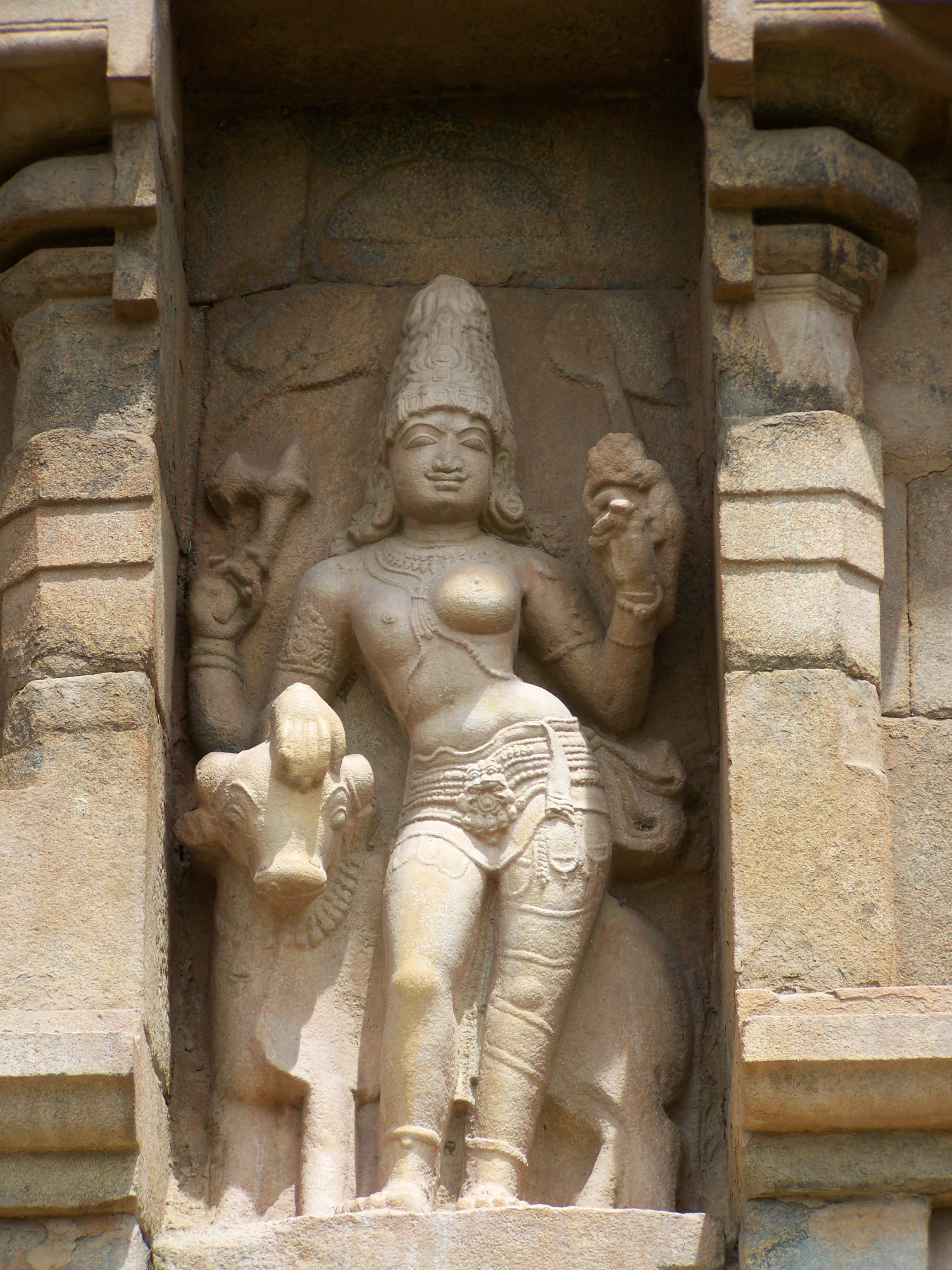
Ardhanari, Shiva androgyne, mur Sud
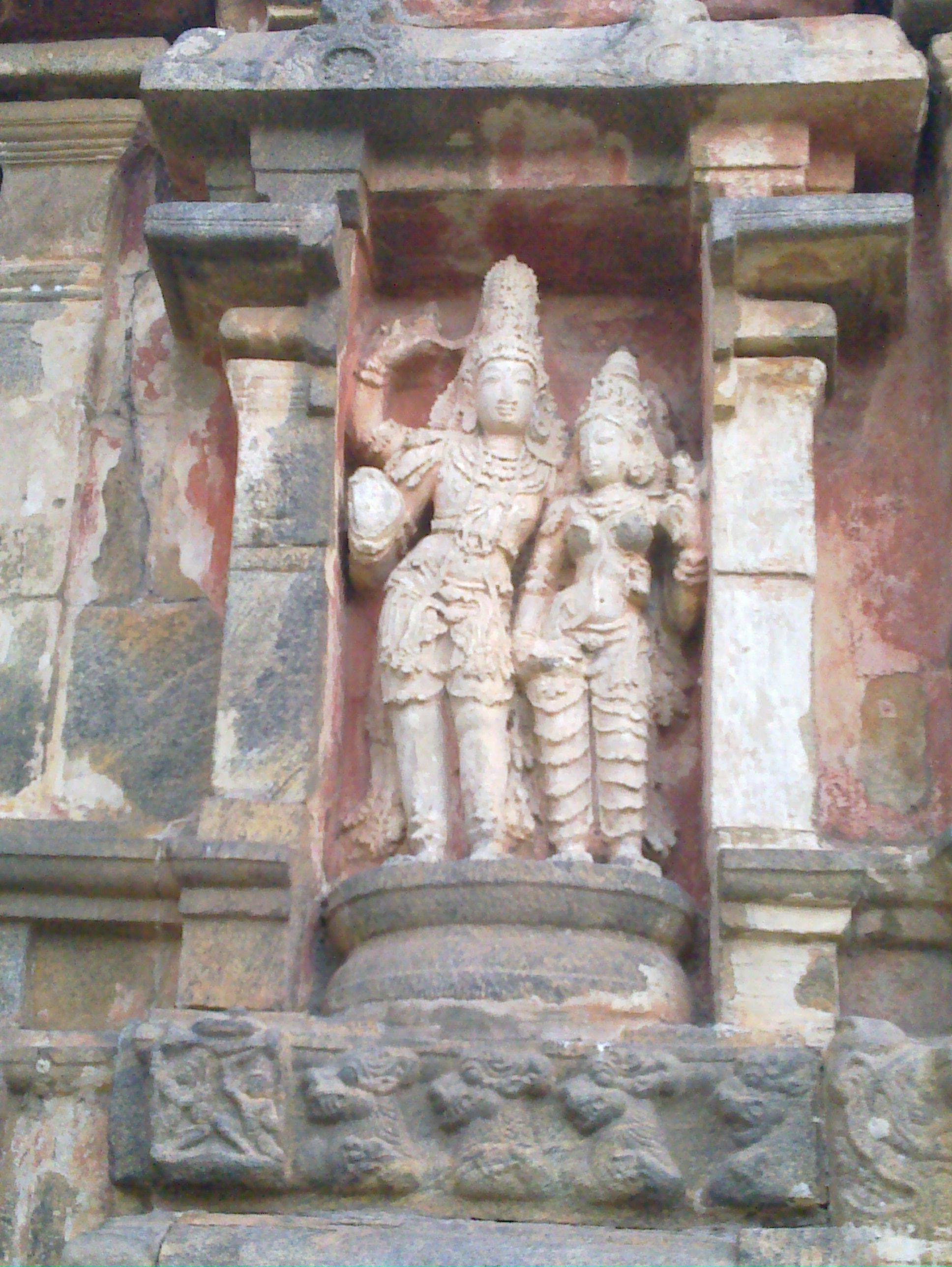
Shiva gangadhara et Parvati. Niche extrémité sud du mur Ouest
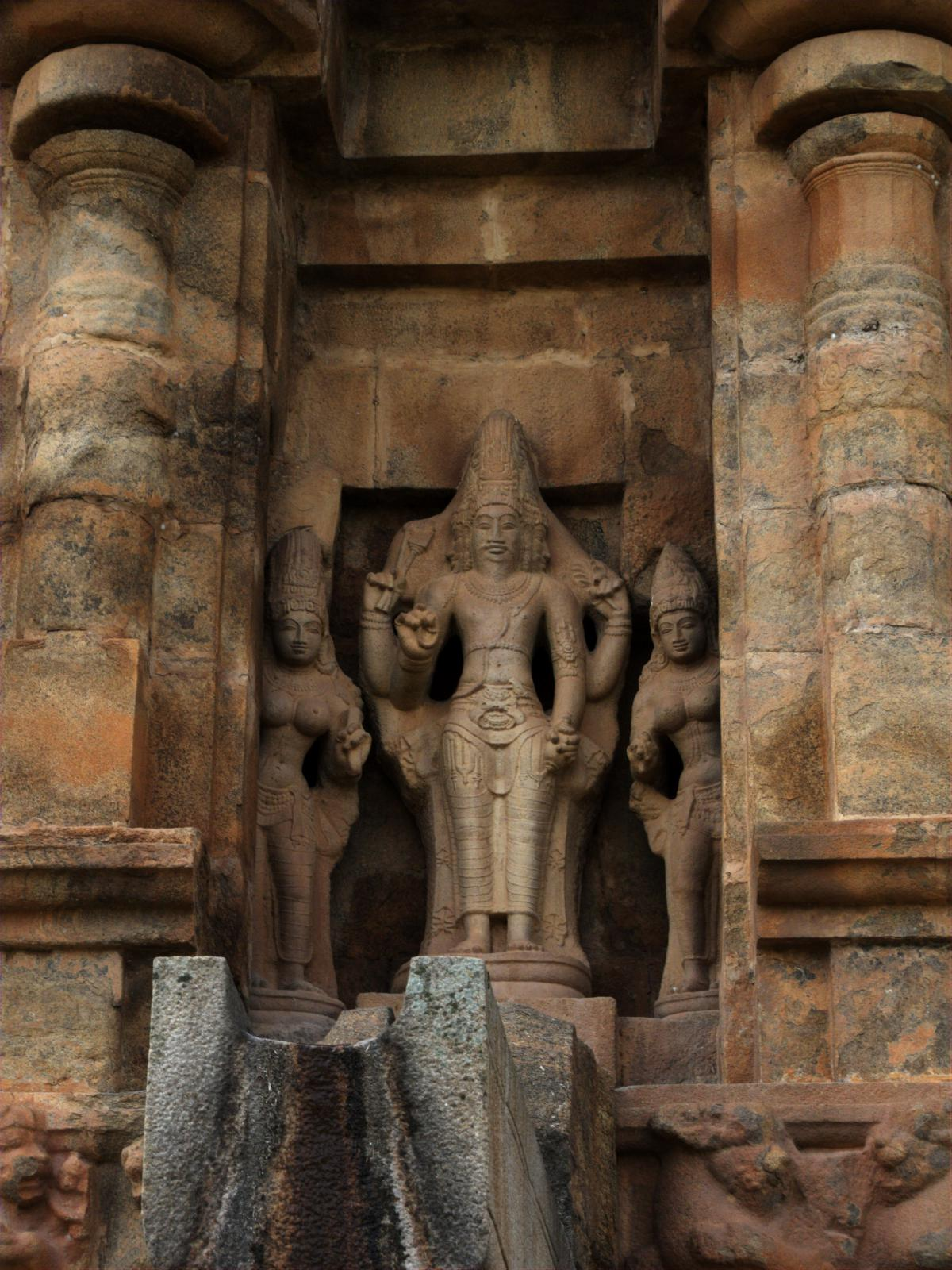
Brahma. Niche centrale, mur Nord du déambulatoire qui entoure le sanctuaire. Bouche d'écoulement des offrandes rituelles depuis le linga [7].
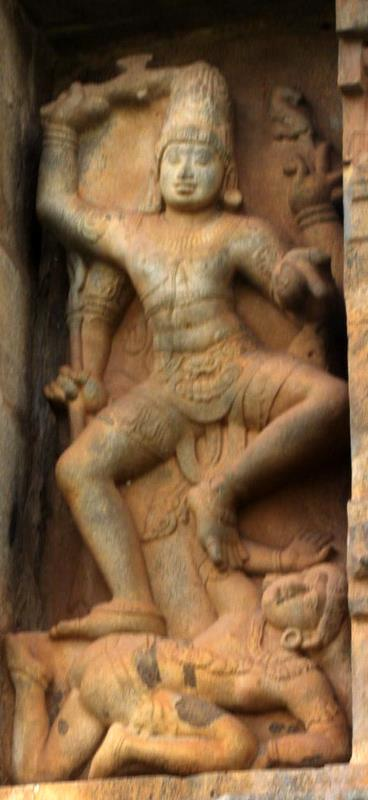
Kalari, un aspect de Shiva en vainqueur de la Mort. Extrême droite du mur Nord.
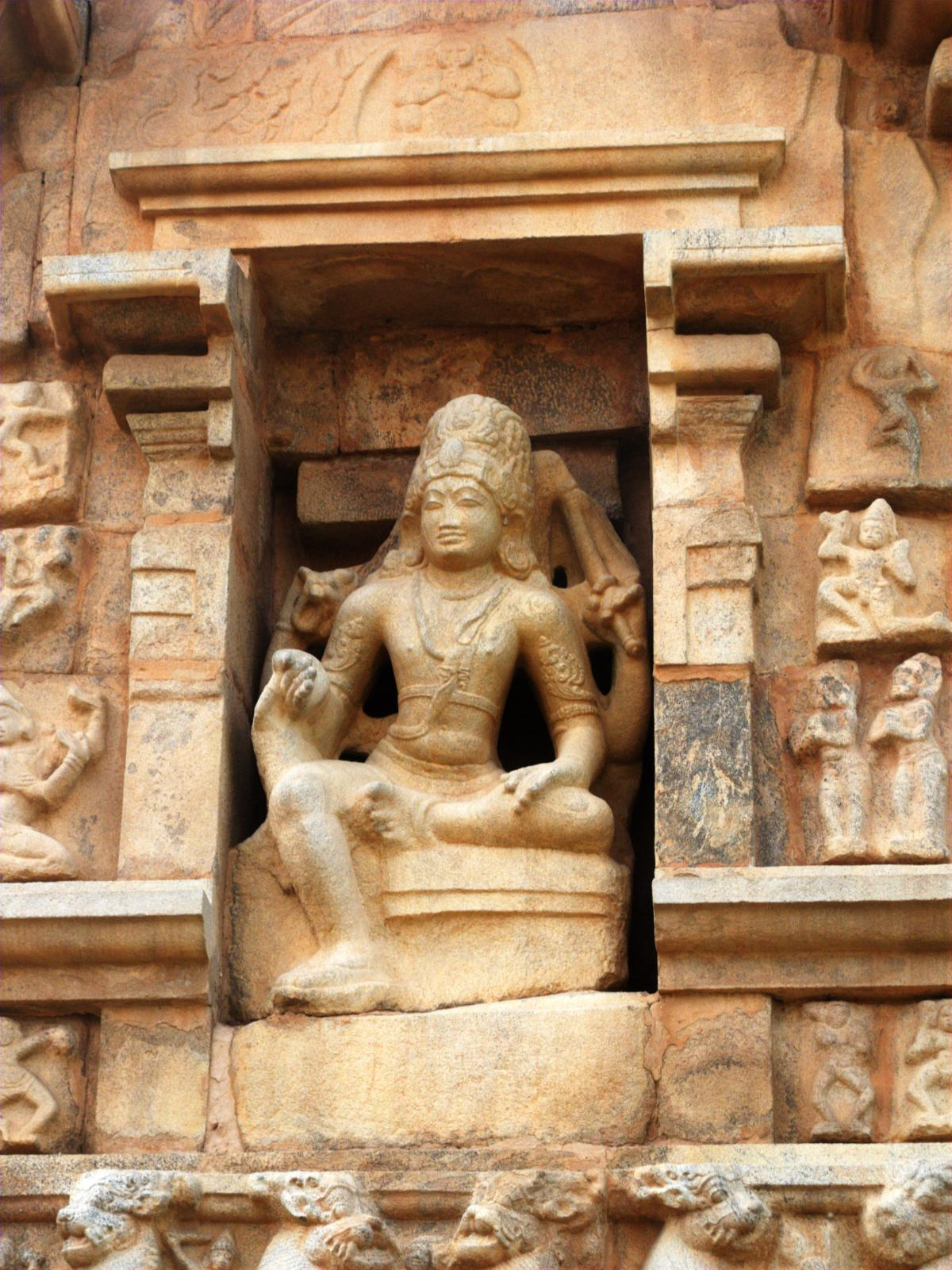
Kamari, un aspect de Shiva en yogi. Extrême gauche du mur Nord. Dernière niche en suivant la circumambulation traditionnelle
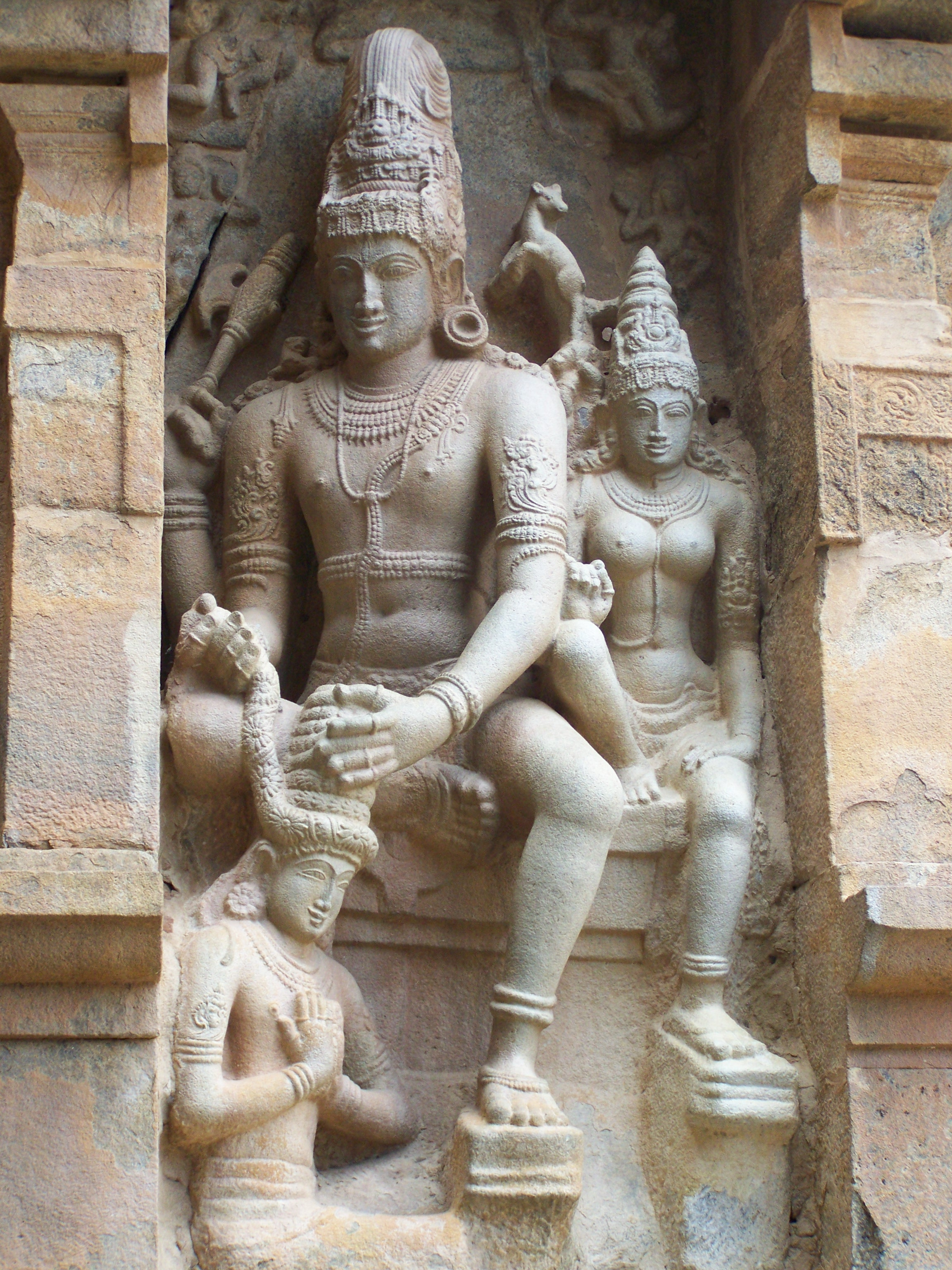
Avec Parvati à sa gauche, Shiva[8] rend hommage à Candesha (en) en lui nouant un turban autour de la tête. Face Nord, accès à l'antichambre, mur du déambulatoire
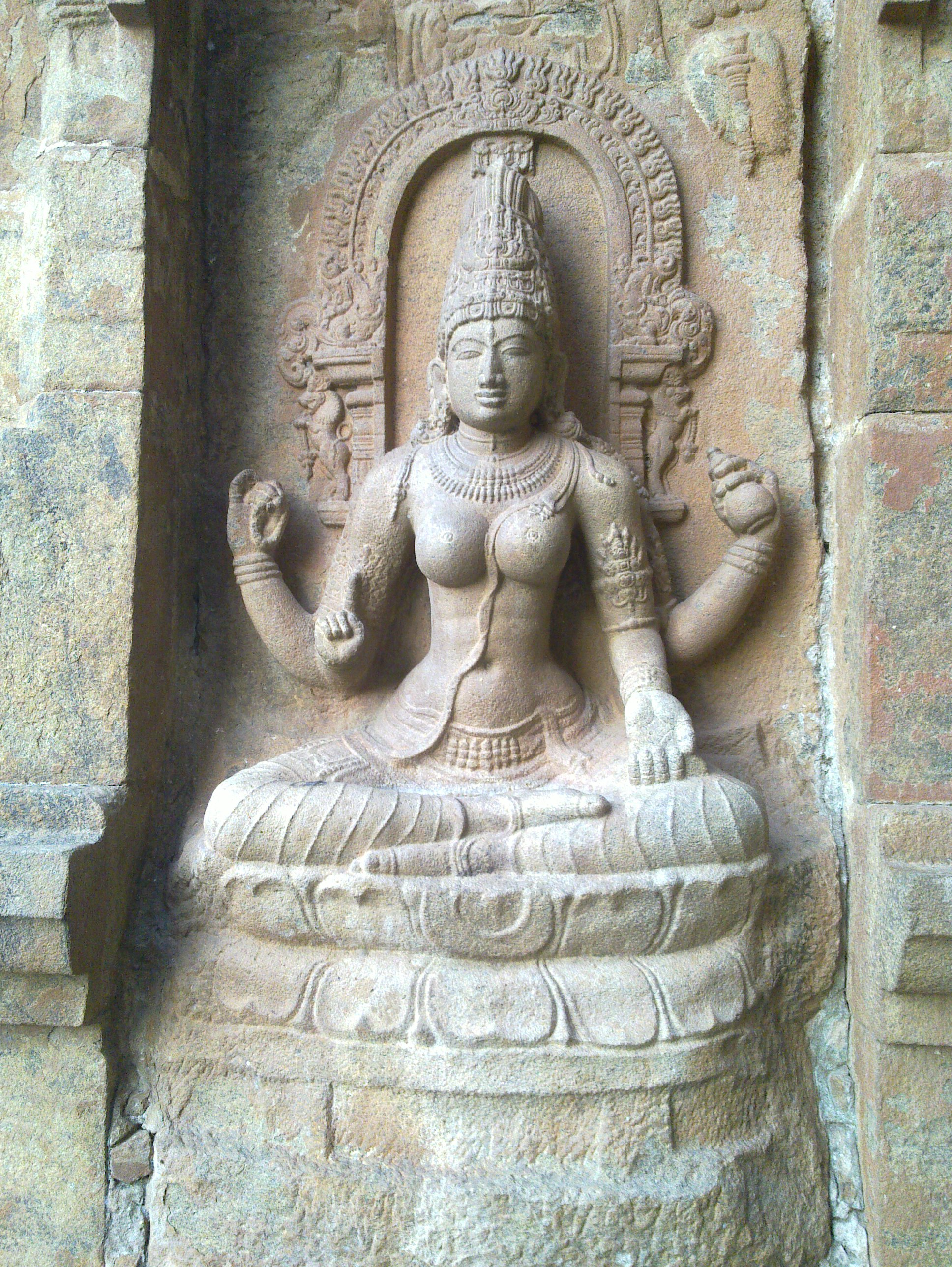
En symétrie à la sculpture précédente : Sarasvati. Face Nord, accès à l'antichambre, mur côté mandapa